# Coppa dell'Europa Centrale 1938
La Coppa dell'Europa Centrale 1938 fu la dodicesima edizione della Coppa dell'Europa Centrale e venne vinta dai cecoslovacchi dello SK Slavia Praha, dopo lo svolgimento dei Mondiali di Francia 1938. Capocannoniere con 10 reti fu Josef Bican dello SK Slavia Praha.
Le dense nubi politiche che si addensavano sul futuro dell'Europa cominciarono a compromettere i destini del torneo. L'Anschluss aveva forzatamente portato al ritiro dell'Austria, a cui seguì quello della Svizzera per motivi d'opportunità. I posti assegnati alle due nazioni vennero quindi redistribuiti fra le cinque Federazioni residue, in modo che la Cecoslovacchia, l'Ungheria e l'Italia avessero quattro rappresentanti, mentre la Jugoslavia e la Romania due a testa. Restava in vigore l'usanza italiana di iscrivere al torneo la vincitrice della Coppa Italia.

## Partecipanti
| Nazione                   | Squadra                                                 | Campionato | Note                                       |
| ------------------------- | ------------------------------------------------------- | --- | ------------------------------------------ |
| Cecoslovacchia (bandiera) | AC Sparta Praha SK Slavia Praha SK Zidenice SK Kladno   | Campione di Cecoslovacchia 1937-38 Vicecampione di Cecoslovacchia 1937-38 3º campionato di Cecoslovacchia 1937-38 4º campionato di Cecoslovacchia 1937-38 |                                            |
| Ungheria (bandiera)       | Ferencvárosi FC Újpesti FC Hungária FC Kispesti FC      | Campione d'Ungheria 1937-38 Vicecampione d'Ungheria 1937-38 3º campionato d'Ungheria 1937-38 4º campionato d'Ungheria 1937-38                             | Vincitrice Coppa dell'Europa Centrale 1937 |
| Italia (bandiera)         | AS Ambrosiana Inter Juventus FC Genoa FBC 1893 Milan AS | Campione d'Italia 1937-38 Vincitrice Coppa Italia 1937-38 3º campionato d'Italia 1937-38 4º campionato d'Italia 1937-38                                   | Vicecampione d'Italia 1937-38              |
| Jugoslavia (bandiera)     | HAŠK Zagreb Beogradski SK                               | Campione di Jugoslavia 1937-38 Vicecampione di Jugoslavia 1937-38                                                                                         |                                            |
| Romania (bandiera)        | FC Ripensia Timișoara FC Rapid Bucarești                | Campione di Romania 1937-38 Vicecampione di Romania 1937-38                                                                                               | Vincitrice Coppa di Romania 1937-38        |

## Torneo

### Ottavi di finale
| Squadra 1             | Totale | Squadra 2          | Andata | Ritorno |
| --------------------- | ------ | ------------------ | ------ | ------- |
| SK Kladno             | 5 - 2  | HAŠK Zagreb        | 3 - 1  | 2 - 1   |
| SK Zidenice           | 3 - 4  | Ferencvárosi FC    | 3 - 1  | 0 - 3   |
| Genova 1893 FBC       | 5 - 3  | AC Sparta Praha    | 4 - 2  | 1 - 1   |
| Beogradski SK         | 3 - 5  | SK Slavia Praha    | 2 - 3  | 1 - 2   |
| Hungária FC           | 4 - 9  | Juventus FC        | 3 - 3  | 1 - 6   |
| Újpesti FC            | 4 - 5  | FC Rapid Bucarești | 4 - 1  | 0 - 4   |
| AS Ambrosiana Inter   | 5 - 3  | Kispesti FC        | 4 - 2  | 1 - 1   |
| FC Ripensia Timișoara | 4 - 3  | Milan AS           | 3 - 0  | 1 - 3   |

#### Andata
| Arbitro: | Pal von Hertzka |

|                                                     |           |                      |
| Bertoni 3’ Cattaneo 4’ Scarabello 16’ Perazzolo 21’ | Marcatori | 17’ Nejedly 47’ Rado |

| Arbitro: | Denis Xifandu |

|                                          |           |                      |
| Ferraris 67’, 74’ Meazza 69’ Ferrari 80’ | Marcatori | 19’ Déri 65’ Olajkár |

| Arbitro: | Ján Bízik |

|                               |           |               |
| Zsengellér 10’, 46’, 66’, 89’ | Marcatori | 83’ Raffinsky |

| Arbitro: | Raffaele Scorzoni |

|                          |           |          |
| Rulc 55’ Nepala 60’, 68’ | Marcatori | 74’ Kiss |

| Arbitro: | Abraham Klein |

|                                |           |  |
| Marksteiner 33’, 35’ Dobay 38’ | Marcatori |  |

| Arbitro: | Mihály Iváncsics |

|                         |           |             |
| Kloz 14’, 20’ Skála 47’ | Marcatori | 41’ Kacijan |

| Arbitro: | Raffaele Scorzoni |

|                            |           |                                  |
| Podhardský 41’ Bozovic 89’ | Marcatori | 8’ Vytlacil 14’ Bradac 23’ Horak |

| Arbitro: | Leon Vogl |

|                      |           |                                      |
| Kardos 47’, 58’, 87’ | Marcatori | 26’ Gabetto 36’ Busidoni 40’ Bellini |

#### Ritorno
| Arbitro: | Mihajlo Popovic |

|           |           |             |
| Zeman 74’ | Marcatori | 33’ Bertoni |

| Arbitro: | Augustin Krist |

|           |           |            |
| Varga 66’ | Marcatori | 40’ Meazza |

| Arbitro: | Bruno Pfützner |

|                                               |           |  |
| Cuedan 62’ Moldoveanu 69’ Avar 80’ Bogdán 90’ | Marcatori |  |

| Arbitro: | Giuseppe Scarpi |

|                            |           |  |
| Neder 21’ Toldi 51’ Polgár | Marcatori |  |

| Arbitro: | Ján Bízik |

|                                                                               |           |            |
| Buscaglia 2’ (rig.), 22’ Busidoni 36’ De Filippis 39’ Bellini 72’ Gabetto 80’ | Marcatori | 62’ Kardos |

| Arbitro: | Milenko Podubski |

|                                 |           |            |
| Cossio 27’, 58’ (rig.) Loik 37’ | Marcatori | 12’ Bindea |

| Arbitro: | Mario Ciamberlini |

|                        |           |          |
| Hitrec 13’ Kacijan 88’ | Marcatori | 47’ Kloz |

| Arbitro: | Gabor Boronkay |

|                              |           |                |
| Šimůnek 12’ Bican 82’ (rig.) | Marcatori | 55’ Podhradský |

### Quarti di finale
| Squadra 1       | Totale | Squadra 2             | Andata | Ritorno |
| --------------- | ------ | --------------------- | ------ | ------- |
| Ferencvárosi FC | 9 - 5  | FC Ripensia Timișoara | 5 - 4  | 4 - 1   |
| Juventus FC     | 6 - 3  | SK Kladno             | 4 - 2  | 2 - 1   |
| SK Slavia Praha | 10 - 3 | AS Ambrosiana Inter   | 9 - 0  | 1 - 3   |
| Genova 1893 FBC | 4 - 2  | FC Rapid Bucarești    | 3 - 0  | 1 - 2   |

| Arbitro: | Rinaldo Barlassina |

|                          |           |                                           |
| Bindea 9’, 43’, 45’, 83’ | Marcatori | 13’, 15’, 54’ Toldi 34’ Sárosi 87’ Táncos |

| Arbitro: | Arpad Klein |

|                                                  |           |                    |
| Busidoni 5’ Tomasi 40’ Monti 85’ De Filippis 86’ | Marcatori | 24’ Kloz 30’ Seidl |

| Arbitro: | Jaroslav Vlcek |

|                                  |           |  |
| Scarabello 41’, 66’ Morselli 85’ | Marcatori |  |

| Arbitro: | Pal von Hertzka |

|                                                                      |           |  |
| Bican 32’, 54’, 60’, 69’ Horak 34’, 61’ Vytlacil 48’, 74’ Bradac 59’ | Marcatori |  |

#### Ritorno
| Arbitro: | Generoso Dattilo |

|                                |           |           |
| Sárosi 25’, 37’, 62’ Toldi 83’ | Marcatori | 89’ Dobay |

| Arbitro: | Denis Xifandu |

|         |           |                  |
| Kloz 7’ | Marcatori | 39’, 89’ Gabetto |

| Arbitro: | Leon Vogl |

|                       |           |              |
| Baratky 3’ Cuedan 65’ | Marcatori | 15’ Cattaneo |

| Arbitro: | Mihály Iváncsics |

|                             |           |              |
| Ferrari 27’, 90’ Frossi 56’ | Marcatori | 25’ Vytlacil |

### Semifinali
| Squadra 1       | Totale | Squadra 2       | Andata | Ritorno |
| --------------- | ------ | --------------- | ------ | ------- |
| Genova 1893 FBC | 4 - 6  | SK Slavia Praha | 4 - 2  | 0 - 4   |
| Juventus FC     | 3 - 4  | Ferencvárosi FC | 3 - 2  | 0 - 2   |

#### Andata
| Arbitro: | Ján Bízik |

|                                          |           |                 |
| De Filippis 31’ Buscaglia 35’ Tomasi 60’ | Marcatori | 45’, 61’ Sárosi |

| Arbitro: | Mihajlo Popovic |

|                                             |           |                        |
| Figliola 29’ Morselli 35’, 68’ Cattaneo 83’ | Marcatori | 38’ Horak 58’ Vytlacil |

#### Ritorno
| Arbitro: | Leon Vogl |

|                       |           |  |
| Sárosi 76’ Kemény 85’ | Marcatori |  |

| Arbitro: | Pal von Hertzka |

|                          |           |  |
| Bican 10’, 14’, 67’, 78’ | Marcatori |  |

### Finale
| Squadra 1       | Totale | Squadra 2       | Andata | Ritorno |
| --------------- | ------ | --------------- | ------ | ------- |
| SK Slavia Praha | 4 - 2  | Ferencvárosi FC | 2 - 2  | 2 - 0   |

#### Andata
| Arbitro: | Mee |

|                       |           |                     |
| Bican 36’ Šimůnek 44’ | Marcatori | 30’ Kemény 63’ Kiss |

| SK SLAVIA PRAHA: |  |                      |
|                  |  |                      |
| GK               |  | Alexej Bokšay        |
| DF               |  | Antonín Černý        |
| DF               |  | Ferdinand Daučík (c) |
| MF               |  | Karel Průcha         |
| MF               |  | Karol Daučík         |
| MF               |  | Vlastimil Kopecký    |
| FW               |  | Václav Horák         |
| FW               |  | Ladislav Šimůnek     |
| FW               |  | Josef Bican          |
| FW               |  | Vojtěch Bradáč       |
| FW               |  | Rudolf Vytlačil      |
| Allenatore:      |  |                      |
| Jan Reichardt    |  |                      |

| FERENCVAROSI FC: |  |                   |
|                  |  |                   |
| GK               |  | József Háda       |
| DF               |  | Sándor Tátrai     |
| DF               |  | Gyula Polgár      |
| MF               |  | Béla Magda        |
| MF               |  | Béla Sárosi       |
| MF               |  | Gyula Lázár       |
| FW               |  | Mihai Tänzer      |
| FW               |  | Gyula Kiss        |
| FW               |  | György Sárosi (c) |
| FW               |  | Géza Toldi        |
| FW               |  | Tibor Kemény      |
| Allenatore:      |  |                   |
| György Hlavay    |  |                   |

#### Ritorno
| Arbitro: | Jewell |

|  |           |                          |
|  | Marcatori | 57’ Vytlačil 71’ Šimůnek |

| FERENCVAROSI FC: |  |                   |
|                  |  |                   |
| GK               |  | József Háda       |
| DF               |  | Sándor Tátrai     |
| DF               |  | Gyula Polgár      |
| MF               |  | Béla Magda        |
| MF               |  | Béla Sárosi       |
| MF               |  | Gyula Lázár       |
| FW               |  | Mihai Tänzer      |
| FW               |  | Gyula Kiss        |
| FW               |  | György Sárosi (c) |
| FW               |  | Géza Toldi        |
| FW               |  | Tibor Kemény      |
| Allenatore:      |  |                   |
| György Hlavay    |  |                   |

| SK SLAVIA PRAHA: |  |                      |
|                  |  |                      |
| GK               |  | Alexej Bokšay        |
| DF               |  | Antonín Černý        |
| DF               |  | Ferdinand Daučík (c) |
| MF               |  | Karel Průcha         |
| MF               |  | Otakar Nožíř         |
| MF               |  | Vlastimil Kopecký    |
| FW               |  | Ladislav Šimůnek     |
| FW               |  | Bědrich Vacek        |
| FW               |  | Josef Bican          |
| FW               |  | Vojtěch Bradáč       |
| FW               |  | Rudolf Vytlačil      |
| Allenatore:      |  |                      |
| Jan Reichardt    |  |                      |

## Classifica marcatori
|  | Gol | Marcatore         | Squadra               |
|  | --- | ----------------- | --------------------- |
|  | 10  | Josef Bican       | SK Slavia Praha       |
|  | 7   | György Sárosi     | Ferencvárosi FC       |
|  | 6   | Rudolf Vytlačil   | SK Slavia Praha       |
|  | 5   | Silviu Bindea     | FC Ripensia Timișoara |
|  | 5   | František Kloz    | SK Kladno             |
|  | 5   | Géza Toldi        | Ferencvárosi FC       |
|  | 4   | István Kardos     | Hungária FC           |
|  | 4   | Guglielmo Gabetto | Juventus FC           |
|  | 5   | Václav Horák      | SK Slavia Praha       |